# Terremoto del Golfo de Alaska de 2018

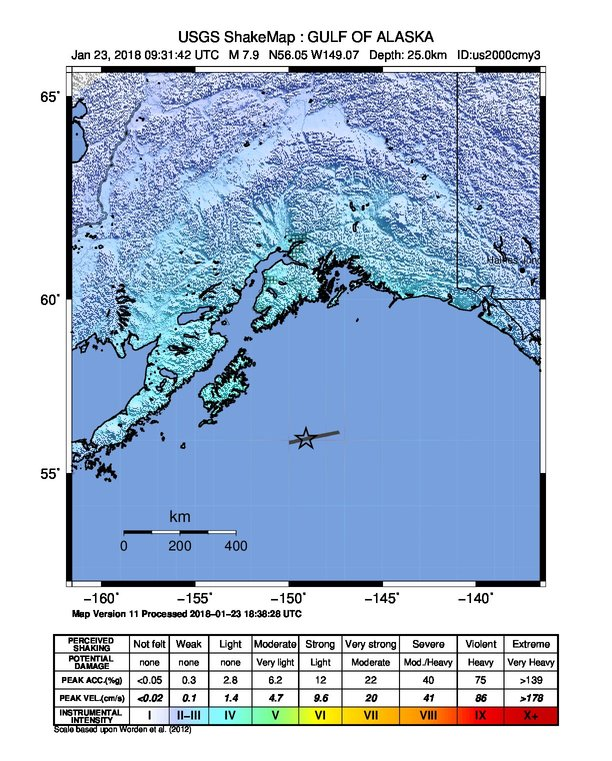
Mapa de sacudidas causadas por el terremoto.

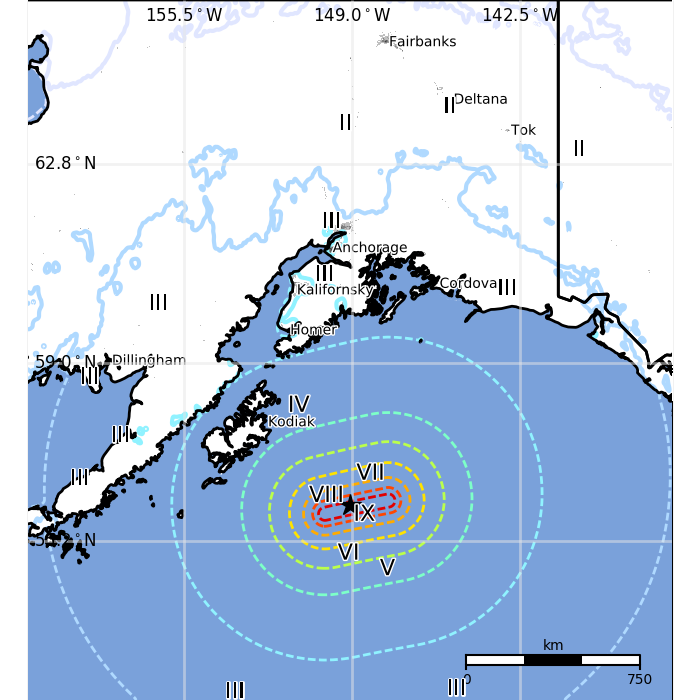
Mapa isoseismal del terremoto de Alaska de 2018 proporcionado por el Servicio Geológico de EE. UU.

El terremoto del Golfo de Alaska de 2018 fue un sismo ocurrido a las 00:31 (AKST) el 23 de enero de 2018, que alcanzó una magnitud de 7.9 MW. Se produjo aproximadamente a 280 kilómetros (km) al sureste de Kodiak con a una profundidad de 25 km.
Inicialmente se estimó como un evento de magnitud 8.2, pero luego fue degradado por el Servicio Geológico de los Estados Unidos. El terremoto se sintió en la mayor parte del sur de Alaska, incluidas las principales ciudades de Anchorage y Fairbanks, y partes de la vecina Columbia Británica.
El terremoto provocó advertencias y avisos de tsunami para Alaska, Columbia Británica, Washington, Oregón, California y Hawái. Los residentes en áreas bajas a lo largo del Golfo de Alaska y en Columbia Británica fueron evacuados a refugios y terrenos más altos. El Centro de Alerta de Tsunamis del Pacífico canceló posteriormente la mayoría de las alertas dentro de las cuatro horas posteriores al terremoto, debido a la aparente falta de tsunami. Las olas más altas registradas después del evento midieron menos de 8,3 pulgadas (21 centímetros) por encima del nivel de la marea en la isla Kodiak.

## Terremoto
Según el Servicio Geológico de los Estados Unidos, el terremoto ocurrió a 282 kilómetros (175 millas) al sureste de Kodiak, Alaska a las 12:31 a. m. hora local (AKST). Los testigos del terremoto informaron que fue de muy larga duración, sintiéndose como una "montaña rusa pequeña", pero no fue un terremoto violento a pesar de su magnitud. Esto fue corroborado por testigos en Anchorage. No se informó de daños inmediatos. El terremoto despertó a la gente en Anchorage, a 560 km (350 mi) del epicentro, y se sintió hasta Fairbanks al noreste y Columbia Británica al sureste. Las ondas S del terremoto llegaron a Anchorage en un minuto y llegaron a Fairbanks en tres minutos.

### Entorno tectónico
El terremoto fue un evento de deslizamiento que ocurrió dentro de la Placa del Pacífico. El epicentro fue al sur de la Fosa de las Aleutianas, donde la Placa del Pacífico se subduce debajo de la Placa de América del Norte. La región ha producido doce grandes terremotos desde 1900, incluidos varios mega terremotos.

### Réplicas
La primera réplica significativa ocurrió 20 minutos después del movimiento principal. La más fuerte alcanzó la magnitud 5.5, mientras la mayoría de las registradas rondó magnitudes de entre 4 y 5 en la escala de magnitud de momento. En los dos días siguientes al terremoto, el Servicio Geológico de los Estados Unidos había registrado más de 50 réplicas. La cifra aumentó a más de 1000 eventos posteriores registrados avanzado el mes de marzo.

## Alertas y evacuaciones
Las comunidades en la isla Kodiak y otras áreas costeras en el Golfo de Alaska y la Ensenada de Cook fueron evacuadas después de que se activaran las sirenas de advertencia de tsunami. Cientos de personas se reunieron en escuelas locales, que se abrieron como refugios de evacuación en Kodiak, Seward y Homer. Los evacuados que buscaban terrenos más altos llenaron las carreteras locales y los estacionamientos de los supermercados, mientras que los lugareños informaron que un gran número de evacuados se estacionaron cerca de un parque eólico en Pillar Mountain cerca de Kodiak. Un corte de energía no relacionado con el terremoto afectó el Centro de Terremotos de Alaska en Fairbanks, provocando el retraso de algunas alertas, mientras que su sitio web se vio abrumado por la cantidad de usuarios que accedían a obtener información. El Servicio Meteorológico Nacional envió alertas de emergencia a teléfonos celulares en Alaska, que decían: "Alerta de emergencia. Peligro de tsunami en la costa. Vaya a terreno elevado o muévase tierra adentro".
El Servicio Meteorológico Nacional y el Centro de Alerta de Tsunamis del Pacífico emitieron inicialmente una alerta de tsunami para Hawái y toda la Costa Oeste, pero la cancelaron después de menos de dos horas. En el Área de la Bahía de San Francisco, el Departamento de Manejo de Emergencias de la ciudad advirtió a los residentes dentro de tres cuadras de la costa del Pacífico y cinco cuadras de la Bahía de San Francisco que estuvieran listos para la evacuación.
Algunos aspectos de los sistemas de alerta implementados se retrasaron o no emitieron ninguna advertencia, lo que provocó múltiples revisiones de la infraestructura de alerta.